# Torre Għallis

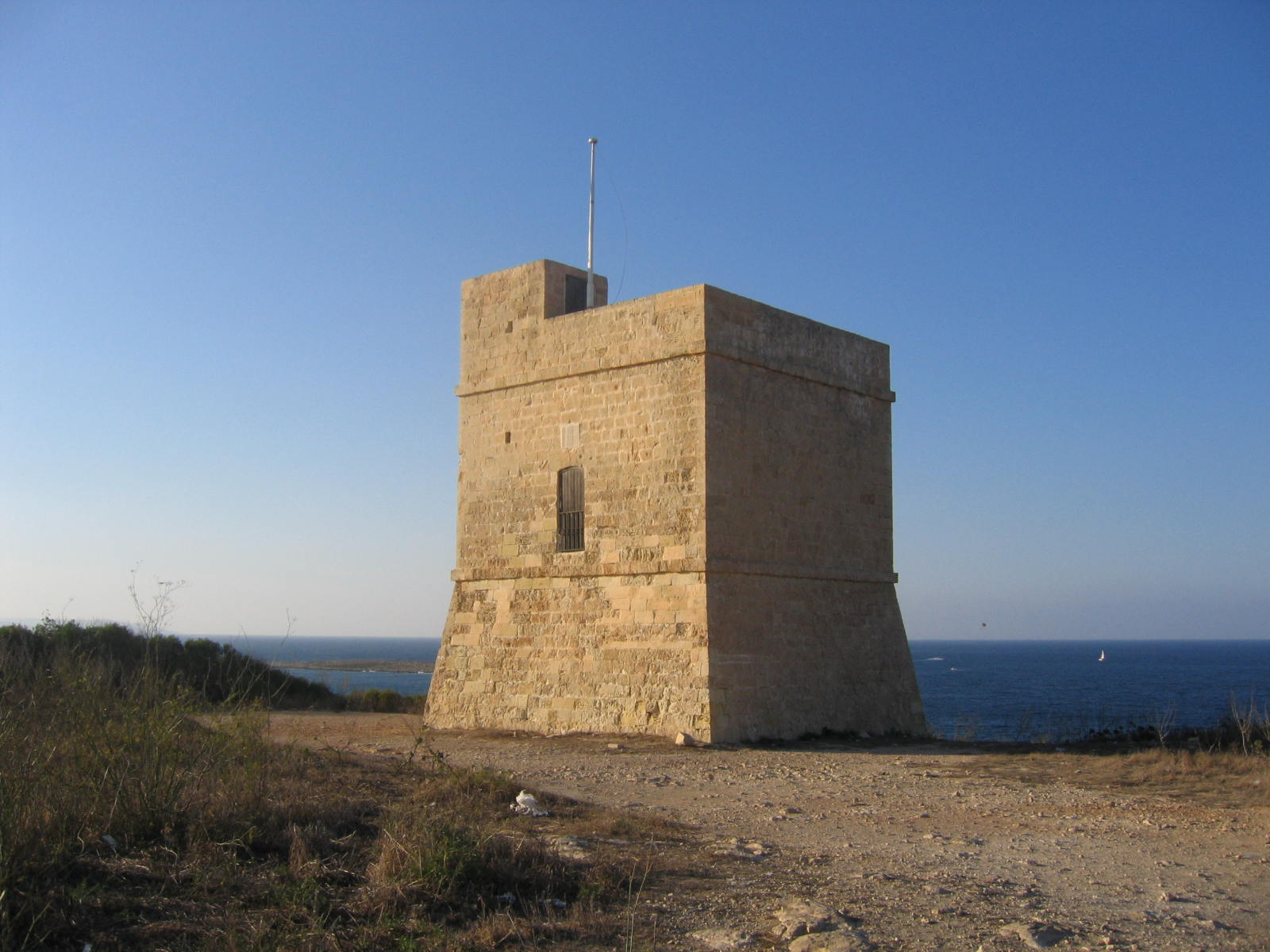
Torre Għallis

La Torre Għallis és una petita fortificació costanera construïda per l'Orde de Sant Joan de Jerusalem a Malta. Originàriament era un punt de guaita i més tard fou un punt de defensa amb tres canons.
La construcció va durar de 1658 a 1659 i forma part de les 13 torres anomenades Torres de Redín, ja que foren construïdes durant la regència del Gran Mestre Martín de Redín i que servien per a connectar visualment Gozo amb La Valletta. Està situada a l'est de Ras il-Ghallis (Ghallis Point). Juntament amb la Torre Qawra, una de les Torres Lascaris, vigila Salina Bay.
La torre ha estat restaurada recentment i està sota el control del Din L-Art Helwa.